# Cláudio de Oliveira
Cláudio de Oliveira é um cartunista brasileiro. Trabalha com charge política desde 1977, quando começou a desenhar no jornal O Pasquim. Estudou Artes Gráficas em Praga, na República Tcheca, entre 1989 e 1992. Em 1999, ganhou o 11º Troféu HQ Mix na categoria "Livro de charges" com a publicação Pittadas de Maluf, da editora Boitempo, que compilava uma seleção de desenhos que publicara na capa do jornal Folha da Tarde desde 1996.
Em 2020, Cláudio ganhou o Prêmio Vladimir Herzog na categoria "Prêmio Destaque Vladimir Herzog Continuado" ao lado de outros 109 cartunistas que participaram do movimento "Charge Continuada", que consistiu na recriação por centenas de artistas de uma charge de Renato Aroeira que fora alvo de um pedido de investigação pelo governo brasileiro por associar o presidente Jair Bolsonaro com o nazismo.